# Guizhou JL-9
Guizhou JL-9 – chiński samolot szkolno-treningowy lub lekki samolot szturmowy, oblatany 13 grudnia 2003. Maszyna powstała w firmie Guizhou Aircraft Industry Corporation.
Obok Hongdu L-15 ma być to podstawowy samolot szkolny wprowadzony w Chińskiej Armii, przystosowany do szkolenia pilotów w walce, lub jako lekka maszyna szturmowa. Obecnie wyprodukowano 2 egzemplarze prototypowe. Wkrótce, po zakończeniu badań samolot trafi do produkcji seryjnej. Zapotrzebowanie tego typu maszyną w lotnictwie Wojskowym Chin jest bardzo duże. W sumie planowane jest wprowadzenie ok. 200 sztuk obu modeli samolotów.

## Podobne konstrukcje
- Hongdu L-15
- Hongdu JL-8
- KAI T-50 Golden Eagle
- Cessna T-37 Tweet